# النزاع البرلماني الكندي 2008-2009

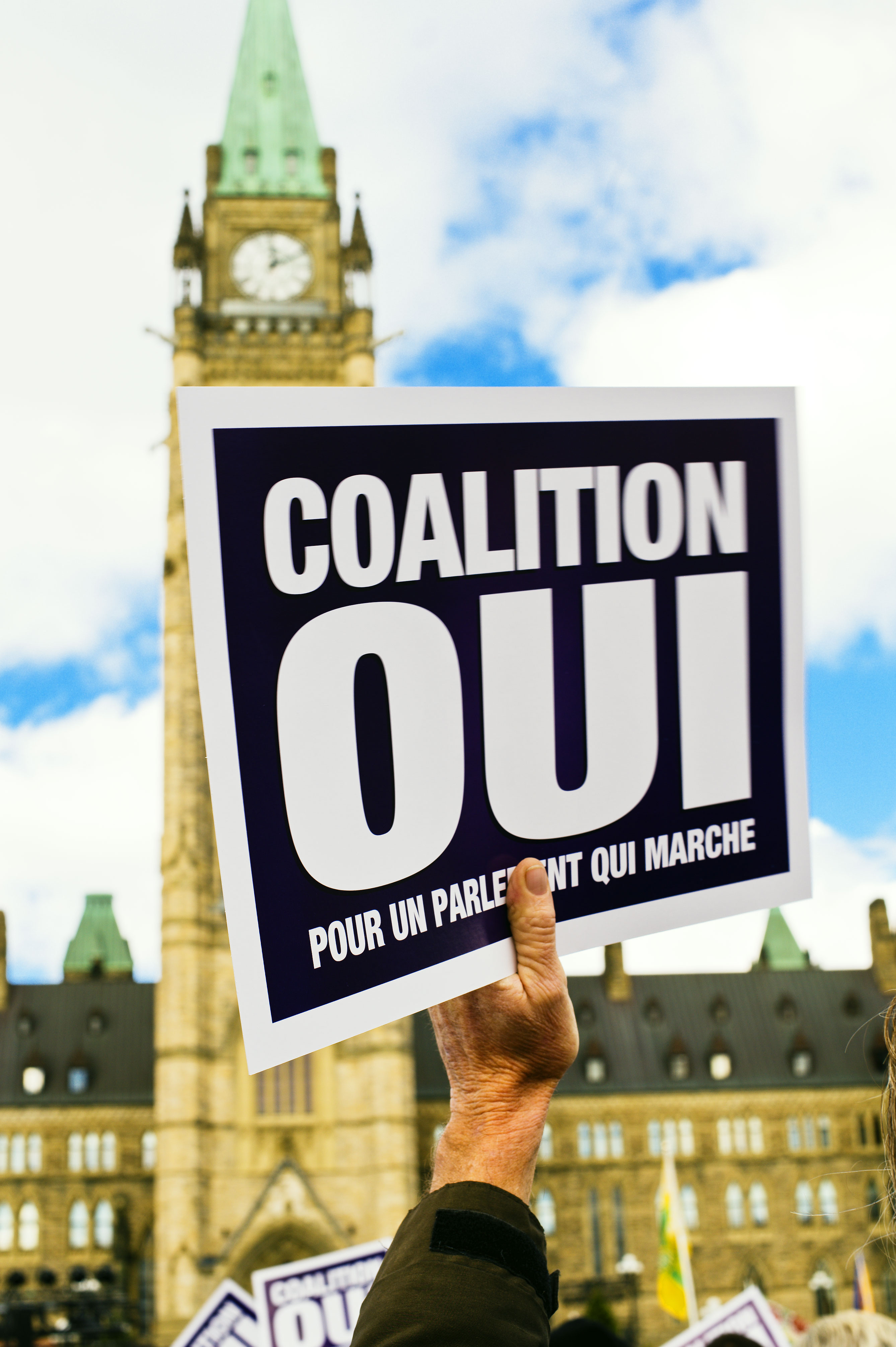
تحالف مظاهر أوتاوا

النزاع البرلماني الكندي لعام 2008- 2009، هو نزاع سياسي نشب أثناء الدورة الأربعين للبرلمان الكندي، بعد إعلان أحزاب المعارضة، التي شغلت أغلبية المقاعد في مجلس العموم الكندي، نيتها لهزيمة حكومة الأقلية المحافظة عبر اقتراح حجب الثقة بعد ستة أسابيع من الانتخابات الفيدرالية في 14 أكتوبر 2008.
برزت نية التصويت على حجب الثقة من التحديث المالي للحكومة، الذي طُرح في 27 نوفمبر 2008، إذ تضمن العديد من البنود المثيرة للجدل التي رفضتها أحزاب المعارضة، ما أدى لانسحاب الحكومة لاحقًا من حل الأزمة. توصل الحزب الليبرالي والحزب الديمقراطي الجديد إلى اتفاق لتشكيل حكومة ائتلافية للأقلية. وافقت الكتلة الكيبيكية على دعم وتأييد التصويت على حجب الثقة، وبالتالي تمكين الائتلاف بأغلبية عاملة في مجلس العموم. منح الحاكم العام ميشيل جان، ممثلةً عن ملكة كندا ورأس الدولة إليزابيث الثانية، رئيس الوزراء والحكومة ستيفن هاربر، تمديدًا في 4 ديسمبر 2008 بشرط أن يجتمع البرلمان في وقت مبكر من العام الجديد؛ حُدد الموعد في 26 يناير 2009، وبذلك انتهت الجلسة الأولى للبرلمان الأربعين، ما أدى إلى تأخير التصويت على حجب الثقة.
بعد التمديد، خضع الليبراليون لتغيير قيادي ونؤوا بأنفسهم عن اتفاق الائتلاف، بينما ظل الحزب الديمقراطي الجديد والكتلة ملتزمين بإسقاط الحكومة. لبّت ميزانية حكومة المحافظين، التي تم الكشف عنها في 27 يناير 2009، إلى حد كبير مطالب الليبراليين الذين وافقوا على دعمها عبر تعديل على اقتراح الميزانية.

## خلفية
أنتج البرلمان الكندي التاسع والثلاثون حكومة أقلية محافظة برئاسة ستيفن هاربر استمرت لمدة عامين ونصف. أُمر رئيس الوزراء بحل البرلمان وإجراء انتخابات مبكرة، وبرر هاربر حل البرلمان بالإشارة إلى عدم فعالية البرلمان آنذاك وبأن حكومته تتطلب تفويضًا جديدًا.
خلال الحملة الانتخابية، برزت العديد من حركات التصويت الاستراتيجي التي دعت إلى هزيمة الحكومة. ووقع حزب الليبراليين وحزب الخضر اتفاقًا يقضي بعدم مشاركة مرشحيهم في هذه الانتخابات ضد زعماء الحزبين، وبدأ داني وليامز رئيس وزراء نيوفندلاند ولابرادور حملة «أي شيء عدا المحافظين». جرت الانتخابات أيضًا في ذروة الأزمة المالية في 2007- 2008، والتي شهدت اتخاذ الحكومات في الولايات المتحدة والمملكة المتحدة إجراءات صارمة لتحفيز اقتصاداتها وإنقاذ المؤسسات المالية المتأثرة. وعد المحافظون بالوقوف بحزم مع المسار المالي لكندا، بينما بدأت الأطراف الأخرى في تقديم وعود بتنفيذ إجراءات تحفيزية أكبر.
جرى التصويت في 14 أكتوبر 2008، وشهد زيادةً في عدد مقاعد المحافظين ليصل إلى 143 بعد أن كان لا يزيد عن 127 مقعدًا، مع استمرار تشكيل أعضائه للأغلبية، بينما عاد الليبراليون بقيادة ستيفان ديون إلى المعارضة الموالية للملكة، بـ 77 مقعدًا، بعد أن شغلوا 103 مقعدًا في السابق. ازداد عدد مقاعد الحزب الديمقراطي الجديد من 29 إلى 37، في حين انخفض عدد مقاعد الكتلة الكيبيكية من 51 إلى 49 مقعدًا؛ إلى جانب عضوين مستقلين في البرلمان، انتُخبا في مجلس العموم. أعلن ديون استقالته من قيادته للحزب الليبرالي بعد أسبوع من الانتخابات، مشيرًا إلى أنه كان ينوي الانتظار إلى أن يتم اختيار خليفة له قبل أن يقدم استقالته.

## النزاع

### الائتلافيون وتشكيل الائتلاف
قدم وزير المالية جيم فلاهيرتي تحديثًا ماليًا إلى مجلس العموم في 27 تشرين الثاني (نوفمبر) 2008، وتضمن التحديث خططًا لخفض الإنفاق الحكومي، وتعليق قدرة موظفي الخدمة المدنية على الإضراب حتى عام 2011، وبيع بعض أصول التاج لزيادة رأس المال، وتحصيل دعم مالي بقيمة 1.95 دولار كندي مقابل كل صوت حصلت عليه الأحزاب التي شاركت في الانتخابات. ونظرًا إلى أن مشاريع القوانين المالية هي مسائل ثقة، فقد اضطرت المعارضة إلى النظر في قبول الاقتراح أو إسقاط الحكومة. رُفض تحديث فلاهيرتي في النهاية بحجة افتقاره للحافز المالي خلال الأزمة الاقتصادية المستمرة، ولتعليقه قدرة موظفي الخدمة المدنية الفيدرالية على الإضراب، ولتعليقه حق المرأة في التماس اللجوء إلى محاكم قضايا المساواة في الأجور، ولتغييره قواعد تمويل الانتخابات.
طلب جاك لايتون زعيم الحزب الديمقراطي الجديد من سلفه، إد برودبنت، الاتصال برئيس الوزراء الليبرالي السابق جان كريتيان لمناقشة تشكيل ائتلاف لعزل المحافظين من السلطة بعد أن قدمت حكومة المحافظين تحديثها المالي. نُشرت الخطة على الفور تقريبًا، ولكن وصفت المعارضة عدم وجود خطة تحفيز اقتصادي بأنه عمل غير مسؤول وأن إزالة التمويل العام للأحزاب ليس إلا هجومًا على الديمقراطية؛ وهددت بإسقاط الحكومة بالتصويت ضد التحديث المالي. استندت أحزاب المعارضة في استراتيجيتها إلى السلطة الدستورية للحاكم العام ميشيل جان لتعيين ائتلاف بين الحزب الليبرالي والحزب الديمقراطي الجديد قادر على الاحتفاظ بثقة مجلس العموم لتشكيل حكومة جديدة، في حال أسقط حجب الثقة حكومة المحافظين.
تقرر أنه في حالة دعوة ائتلاف الليبراليين والحزب الديمقراطي الجديد لتشكيل حكومة، فإن تفويضه سيستمر حتى 30 يونيو 2011. وكان من المفترض أن يكون للائتلاف المقترح مجلس وزراء مؤلف من 24 وزيرًا من التاج، 17 وزيرًا ليبراليًا (بما في ذلك وزير المالية) وستة وزراء من الحزب الديمقراطي الجديد، مع تسلم زعيم حزب الليبراليين منصب رئيس الوزراء. لم يكن الحفاظ على نفس نسبة وزراء الحزب الديمقراطي الجديد ممكنًا دون اختيار حكومة أكبر. ووبسبب انتهاء ولايته كزعيم للحزب الليبرالي، أصبح ديون رئيسًا للوزراء، وكان من المحتمل أن يبق في منصبه حتى مؤتمر القيادة الليبرالية في مايو 2009. إضافةً إلى ذلك، طٌلب من أعضاء الحزب الليبرالي القدامى فرانك ماكينا وبول مارتن وجون مانلي، ورئيس الوزراء السابق للحزب الوطني الديمقراطي في مقاطعة ساسكاتشوان روي رومانو، تشكيل هيئة استشارية اقتصادية للائتلاف إذا لزم الأمر، ولكن رفض كل من ماكينا ومانلي المشاركة في هذه الهيئة.
وقع زعيم الكتلة الكيبيكية، التي عقدت توازن القوى في البرلمان الأربعين، اتفاقًا سياسيًا مع أحزاب المعارضة الأخرى ووافق على دعم اقتراح الائتلاف بشأن حجب الثقة حتى 30 يونيو 2010 على الأقل. وبالمقابل، امتلكت الكتلة حق الوصول إلى آلية استشارية طوال مدة الاتفاقية وحرية التصويت كما تشاء في الأمور الأخرى، دون مشاركتها المباشرة في الائتلاف أو حصول أعضائها على أي مناصب وزارية فيه. أعلن النائب المستقل بيل كيسي انضمامه إلى التصويت بحجب الثقة عن هاربر؛ ويُشاع بأن لايتون ودوسيب قد وقعا اتفاقيةً قبل التحديث المالي للمحافظين ثم أقنعوا ديون بالتوقيع عليها.